# Zilt knikmos
Zilt knikmos (Bryum marratii) is een soort uit het geslacht knikmos (Bryum).

## Determinatie
Het mos heeft zeer holle blaadjes met stompe top en knikkervormige kapsels.

### Gelijkende taxa
Zilt knikmos kan alleen worden verward met holbladig knikmos (Bryum calophyllum). 

## Ecologie
Zilt knikmos komt voor op begraasde kwelders, groene stranden en in natte delen van jonge duinvalleien en langs duinplassen en paden, op humeus zand en humusarm zand met een slikkig toplaagje, vaak op plaatsen met enige kwel vanuit het nabijgelegen duin.

## Verspreiding
Zilt knikmos komt in Europa vrijwel uitsluitend voor langs de kust van West-Frankrijk tot Noorwegen en rond de Britse eilanden. Zilt knikmos staat op de Europese Rode Lijst als regionally threatened.
In Nederland is komt zilt knikmos zeer zeldzaam voor. De vindplaatsen in het Utrechtse en Hollandse plassengebied zijn al voor 1950 verdwenen en van Voorne ontbreken opgaven van na 1980. Zilt knikmos is na 1980 alleen nog op de Waddeneilanden gevonden. In 2006 was de soort veel aanwezig, royaal kapselend, op het groene strand van Schiermonnikoog. Het groeide hier vooral in laagtes met een open kruidlaag met o.a. zilverschoon, hertshoornweegbree en dwergzegge en veel kwelderknikmos. 